# Campeonato Argentino de Futsal

El Campeonato Argentino de Fútbol de Salón, más conocido como Campeonato Argentino de Futsal y también como Campeonato Argentino de Selecciones, es la máxima competición de selecciones provinciales de futsal de Argentina. Es organizado por la Confederación Argentina de Fútbol de Salón (CAFS) desde 1976 y compiten las selecciones masculinas de las asociaciones y federaciones provinciales afiliadas a la CAFS.

## Campeonatos
Todos los campeones y subcampeones del Campeonato Argentino de Fútbol de Salón (1976-).
| Año                                              | Edición                                                                         | Sede                                                                            | Campeón                                                                         | Final Resultado                                                                 | Subcampeón                                                                      | Tercer lugar                                                                    | Resultado                                                                       | Cuarto lugar                                                                    |
| Campeonato Argentino de Selecciones              | Campeonato Argentino de Selecciones                                             | Campeonato Argentino de Selecciones                                             | Campeonato Argentino de Selecciones                                             | Campeonato Argentino de Selecciones                                             | Campeonato Argentino de Selecciones                                             | Campeonato Argentino de Selecciones                                             | Campeonato Argentino de Selecciones                                             | Campeonato Argentino de Selecciones                                             |
| ------------------------------------------------ | ------------------------------------------------------------------------------- | ------------------------------------------------------------------------------- | ------------------------------------------------------------------------------- | ------------------------------------------------------------------------------- | ------------------------------------------------------------------------------- | ------------------------------------------------------------------------------- | ------------------------------------------------------------------------------- | ------------------------------------------------------------------------------- |
| 1976                                             | I                                                                               | Corrientes                                                                      | Misiones                                                                        | -                                                                               | Capital Federal                                                                 |                                                                                 |                                                                                 |                                                                                 |
| 1977                                             | II                                                                              | Montecarlo                                                                      | Misiones                                                                        | -                                                                               | Corrientes                                                                      |                                                                                 |                                                                                 |                                                                                 |
| 1978                                             | III                                                                             | Ushuaia                                                                         | Tierra del Fuego                                                                | -                                                                               | Misiones                                                                        |                                                                                 |                                                                                 |                                                                                 |
| 1979                                             | IV                                                                              | Formosa                                                                         | Formosa                                                                         | -                                                                               | Santa Fe                                                                        |                                                                                 |                                                                                 |                                                                                 |
| 1980                                             | V                                                                               | Oberá                                                                           | Misiones                                                                        | -                                                                               | Formosa                                                                         |                                                                                 |                                                                                 |                                                                                 |
| 1981                                             | VI                                                                              | Formosa                                                                         | Corrientes                                                                      | -                                                                               | Formosa                                                                         |                                                                                 |                                                                                 |                                                                                 |
| 1982                                             | VII                                                                             | Corrientes                                                                      | Santa Fe                                                                        | -                                                                               | Misiones                                                                        |                                                                                 |                                                                                 |                                                                                 |
| 1983                                             | VIII                                                                            | Rosario                                                                         | Santa Fe                                                                        | -                                                                               | Misiones                                                                        |                                                                                 |                                                                                 |                                                                                 |
| 1984                                             | IX                                                                              | Comodoro Rivadavia                                                              | Mendoza                                                                         | -                                                                               | Capital Federal                                                                 |                                                                                 |                                                                                 |                                                                                 |
| 1985                                             | X                                                                               | Mendoza                                                                         | Mendoza                                                                         | -                                                                               | Corrientes                                                                      |                                                                                 |                                                                                 |                                                                                 |
| 1986                                             | XI                                                                              | Buenos Aires                                                                    | Santa Fe                                                                        | -                                                                               | Capital Federal                                                                 |                                                                                 |                                                                                 |                                                                                 |
| 1987                                             | XII                                                                             | Posadas                                                                         | Mendoza                                                                         | -                                                                               | Formosa                                                                         |                                                                                 |                                                                                 |                                                                                 |
| 1988                                             | XIII                                                                            | Montecarlo y Buenos Aires                                                       | Santa Fe                                                                        | -                                                                               | Capital Federal                                                                 |                                                                                 |                                                                                 |                                                                                 |
| 1989                                             | XIV                                                                             | Apóstoles y Ituzaingó                                                           | Mendoza                                                                         | -                                                                               | Santa Fe                                                                        |                                                                                 |                                                                                 |                                                                                 |
| 1990                                             | XV                                                                              | Buenos Aires                                                                    | Santa Fe                                                                        | -                                                                               | Capital Federal                                                                 |                                                                                 |                                                                                 |                                                                                 |
| 1991                                             | XVI                                                                             | Ushuaia                                                                         | Tierra del Fuego                                                                | -                                                                               | Chubut                                                                          |                                                                                 |                                                                                 |                                                                                 |
| 1992                                             | XVII                                                                            | Comodoro Rivadavia                                                              | Chubut                                                                          | -                                                                               | Santa Fe                                                                        |                                                                                 |                                                                                 |                                                                                 |
| 1993                                             | XVIII                                                                           | Rosario                                                                         | Tierra del Fuego                                                                | -                                                                               | Santa Fe                                                                        |                                                                                 |                                                                                 |                                                                                 |
| 1994                                             | No se disputó por la celebración del Campeonato Mundial de Futsal en Argentina. | No se disputó por la celebración del Campeonato Mundial de Futsal en Argentina. | No se disputó por la celebración del Campeonato Mundial de Futsal en Argentina. | No se disputó por la celebración del Campeonato Mundial de Futsal en Argentina. | No se disputó por la celebración del Campeonato Mundial de Futsal en Argentina. | No se disputó por la celebración del Campeonato Mundial de Futsal en Argentina. | No se disputó por la celebración del Campeonato Mundial de Futsal en Argentina. | No se disputó por la celebración del Campeonato Mundial de Futsal en Argentina. |
| 1995                                             | XIX                                                                             | Ituzaingó                                                                       |                                                                                 |                                                                                 |                                                                                 |                                                                                 |                                                                                 |                                                                                 |
| 1996                                             | XX                                                                              | Mar del Plata                                                                   |                                                                                 |                                                                                 |                                                                                 |                                                                                 |                                                                                 |                                                                                 |
| 1997                                             | XXI                                                                             | Ushuaia                                                                         |                                                                                 |                                                                                 |                                                                                 |                                                                                 |                                                                                 |                                                                                 |
| 1998                                             | XXII                                                                            | Rosario                                                                         |                                                                                 |                                                                                 |                                                                                 |                                                                                 |                                                                                 |                                                                                 |
| 1999                                             | XXIII                                                                           | Chubut                                                                          |                                                                                 |                                                                                 |                                                                                 |                                                                                 |                                                                                 |                                                                                 |
| 2000                                             | XXIV                                                                            | Tierra del Fuego                                                                |                                                                                 |                                                                                 |                                                                                 |                                                                                 |                                                                                 |                                                                                 |
| 2001                                             | XXV                                                                             | Chubut                                                                          |                                                                                 |                                                                                 |                                                                                 |                                                                                 |                                                                                 |                                                                                 |
| 2002                                             | XXVI                                                                            | Corrientes                                                                      |                                                                                 |                                                                                 |                                                                                 |                                                                                 |                                                                                 |                                                                                 |
| 2003                                             | XXVII                                                                           | Trelew                                                                          |                                                                                 |                                                                                 |                                                                                 |                                                                                 |                                                                                 |                                                                                 |
| 2004                                             | XXVIII                                                                          | Buenos Aires                                                                    |                                                                                 |                                                                                 |                                                                                 |                                                                                 |                                                                                 |                                                                                 |
| 2005                                             | XIX                                                                             | Mendoza                                                                         |                                                                                 |                                                                                 |                                                                                 |                                                                                 |                                                                                 |                                                                                 |
| 2006                                             | XXX                                                                             | Rosario                                                                         |                                                                                 |                                                                                 |                                                                                 |                                                                                 |                                                                                 |                                                                                 |
| 2007                                             | XXXI                                                                            | Río Grande                                                                      |                                                                                 |                                                                                 |                                                                                 |                                                                                 |                                                                                 |                                                                                 |
| 2008                                             | XXXII                                                                           | San Rafael                                                                      |                                                                                 |                                                                                 |                                                                                 |                                                                                 |                                                                                 |                                                                                 |
| 2009                                             | No se disputó debido a la Pandemia de gripe A (H1N1) en Argentina               | No se disputó debido a la Pandemia de gripe A (H1N1) en Argentina               | No se disputó debido a la Pandemia de gripe A (H1N1) en Argentina               | No se disputó debido a la Pandemia de gripe A (H1N1) en Argentina               | No se disputó debido a la Pandemia de gripe A (H1N1) en Argentina               | No se disputó debido a la Pandemia de gripe A (H1N1) en Argentina               | No se disputó debido a la Pandemia de gripe A (H1N1) en Argentina               | No se disputó debido a la Pandemia de gripe A (H1N1) en Argentina               |
| Campeonato Argentino de Selecciones - División A |                                                                                 |                                                                                 |                                                                                 |                                                                                 |                                                                                 |                                                                                 |                                                                                 |                                                                                 |
| 2010                                             | XXXIII                                                                          | Comodoro Rivadavia                                                              |                                                                                 |                                                                                 |                                                                                 |                                                                                 |                                                                                 |                                                                                 |
| 2011                                             | XXXIV                                                                           | Formosa                                                                         |                                                                                 |                                                                                 |                                                                                 |                                                                                 |                                                                                 |                                                                                 |
| 2012                                             | XXXV                                                                            | Comodoro Rivadavia                                                              |                                                                                 |                                                                                 |                                                                                 |                                                                                 |                                                                                 |                                                                                 |
| 2013                                             | No se disputó.                                                                  | No se disputó.                                                                  | No se disputó.                                                                  | No se disputó.                                                                  | No se disputó.                                                                  | No se disputó.                                                                  | No se disputó.                                                                  | No se disputó.                                                                  |
| 2014                                             | XXXVI                                                                           | Comodoro Rivadavia                                                              |                                                                                 |                                                                                 |                                                                                 |                                                                                 |                                                                                 |                                                                                 |
| 2015                                             | XXXVII                                                                          | Posadas                                                                         |                                                                                 |                                                                                 |                                                                                 |                                                                                 |                                                                                 |                                                                                 |
| 2016                                             | XXXVIII                                                                         | Mendoza                                                                         |                                                                                 |                                                                                 |                                                                                 |                                                                                 |                                                                                 |                                                                                 |
| 2017                                             | XXXIX                                                                           | Ushuaia                                                                         |                                                                                 |                                                                                 |                                                                                 |                                                                                 |                                                                                 |                                                                                 |
| 2018                                             | XL                                                                              |                                                                                 |                                                                                 |                                                                                 |                                                                                 |                                                                                 |                                                                                 |                                                                                 |
| 2019                                             | XLI                                                                             |                                                                                 |                                                                                 |                                                                                 |                                                                                 |                                                                                 |                                                                                 |                                                                                 |
| 2020                                             | No hubo competencias oficiales por la Pandemia de COVID-19 en Argentina.        | No hubo competencias oficiales por la Pandemia de COVID-19 en Argentina.        | No hubo competencias oficiales por la Pandemia de COVID-19 en Argentina.        | No hubo competencias oficiales por la Pandemia de COVID-19 en Argentina.        | No hubo competencias oficiales por la Pandemia de COVID-19 en Argentina.        | No hubo competencias oficiales por la Pandemia de COVID-19 en Argentina.        | No hubo competencias oficiales por la Pandemia de COVID-19 en Argentina.        | No hubo competencias oficiales por la Pandemia de COVID-19 en Argentina.        |
| 2021                                             | XLII                                                                            |                                                                                 |                                                                                 |                                                                                 |                                                                                 |                                                                                 |                                                                                 |                                                                                 |
| 2022                                             | XLIII                                                                           |                                                                                 |                                                                                 |                                                                                 |                                                                                 |                                                                                 |                                                                                 |                                                                                 |
| 2023                                             | XLIV                                                                            |                                                                                 |                                                                                 |                                                                                 |                                                                                 |                                                                                 |                                                                                 |                                                                                 |
| 2024                                             | XLV                                                                             |                                                                                 |                                                                                 |                                                                                 |                                                                                 |                                                                                 |                                                                                 |                                                                                 |
| 2025                                             | XLVI                                                                            | Rosario                                                                         | Por disputarse                                                                  | Por disputarse                                                                  | Por disputarse                                                                  | Por disputarse                                                                  | Por disputarse                                                                  | Por disputarse                                                                  |

## Palmarés

### Títulos por selecciones
| Selección | Campeón | Subcampeón | Tercer lugar | Cuarto lugar |
| --------- | ------- | ---------- | ------------ | ------------ |
|           |         |            |              |              |
|           |         |            |              |              |

### Títulos por provincias
| Provincia | Campeón | Subcampeón | Tercer lugar | Cuarto lugar |
| --------- | ------- | ---------- | ------------ | ------------ |
|           |         |            |              |              |
|           |         |            |              |              |